# 1929年鐵路
此條目列出1929年發生有關鐵路運輸的事件。

## 事件

### 3月
- 3月20日：矢賀站啟用。
- 3月29日：大阪鐵道線通車。

### 4月
- 4月1日：小田急電鐵江之島線通車。

### 10月
- 10月1日：東武鐵道日光線通車。
- 10月1日：伯公崗車站（今富岡車站）啟用，台灣鐵路接管石底線，並改名平溪線。

### 11月
- 11月1日：縱貫線楊梅至鳳山溪橋段北移。

### 12月
- 12月1日：倫敦地下電氣鐵路公司成立，新總部大樓設於百老匯55號（英语：55 Broadway），聖詹姆斯公園站正上方[1]。
- 12月10日：渥太華電氣鐵路（英语：Ottawa Electric Railway）停運來往卡靈大道和實驗農場的有軌電車[2]。
- 12月11日：南武鐵道線通車。